# سرسال
سرسال؛ هي بلدية في مقاطعة كاتانزارو في منطقة كالابريا في إيطاليا . اعتبارًا من عام 2013 ، كان عدد سكان سيرسال يقدر بـ 4701 نسمة.  تأسست سيرسال عام 1620. تم تسميته على اسم بارون يدعى فرانشيسكو سيرسيل كان يمتلك مساحة كبيرة من الأرض في المنطقة المحيطة بالحدود الحالية لسرسال. جاء فرانشيسكو سيرسيل وعائلته من نابولي . توجد سجلات لهذه العائلة في تلك المنطقة تعود إلى عام 1271.
كانت الحياة صعبة على "الطبقات المتواضعة" من الناس في تلك الأوقات ، وفي سيراستريتا ، كانت الأمور سيئة للغاية لدرجة أن مجموعة صغيرة اختارت المغادرة. عند سماع أن فرانشيسكو بدا وكأنه مالك أرض عادل جدًا وقدم ما بدا أنه صفقة جيدة للفلاحين الذين استقروا هناك ، سارت مجموعة صغيرة من المستعمرين حوالي 48 إلى 80 كيلومتر (30 إلى 50 ميل) فوق أرض وعرة لبدء حياة جديدة في ممتلكات فرانشيسكو. بعد بناء قصر رائع لنفسه ، جعل عماله يبنون أكواخًا صغيرة ضيقة ليحتلها العمال ، على مرأى ومسمع من قصره. لقد طور نظامًا تعاونيًا حيث يمكن للناس عمل قطع من الأرض ، وعليهم أن يدفعوا له أجرًا في نهاية العام. شجعهم على غرس الأشجار والحدائق لإطعام عائلاتهم ، حيث كانت الأرض جيدة وكان هناك جدول يمر عبر المنطقة على مدار السنة.
كان جميع المستوطنين الأصليين من سيراستريتا:
- فرانشيسكو جوليانو
- بيترو تورشيا
- جيوفاني جيرولامو تالاريكو ،
- جيوفاني توماسو مانكوسي ،
- ماركو دي فازيو
- فيتوريو تورشيا
- لوكا أنطونيو فيليس
- فرانشيسكو مولينارو ،
- جيوفاني ماريا سيناتور ،
- جيوفاني توماسو جالو ،
- بيترو جيوفاني مازا و
- ماركانتونيو ديفازيو المعروفة باسم كاولو

لا يزال العديد من أحفاد هؤلاء المستوطنين الأصليين يعيشون في سيرسالي ، وبالطبع هاجر الكثيرون إلى أجزاء مختلفة من العالم.
بعد وفاة فرانشيسكو سيرسيل ، انتقلت أرضه إلى أيدي نسله الذين لم يشاركوه قيمه. تسبب جشعهم وازدراءهم للحياة البشرية في بؤس المستوطنين. في فترات معينة بسبب عدم اضطرار أطفال الملاك إلى العمل ، تسببوا في العديد من المشاكل مثل استغلال الفتيات الصغيرات وتحملهن.  ، وكذلك زيادة رسوم استخدام الأرض بما يتناسب مع إنتاج الأرض. كما فقد أحفاد أحفاد هذا البارون قطعًا من الأرض من خلال القيام باستثمارات سيئة ؛ وهذه هي الطريقة التي امتلك بها الكثير من الناس الأرض وتطورت المدينة.
ترجم من سرسال - تاريخ comunità presilana بواسطة ميشيل سكاربينو - المترجم أنطونيو تورشيا.

## روابط خارجية
- سجلات مدنية مختارة 1809-1910